# Prince Edward Island Railway
| Prince Edward Island Railway                  | Prince Edward Island Railway |
| --------------------------------------------- | ---------------------------- |
| Lok Nr. 1 Achsfolge 4-4-0 der PEIR            |                              |
| Die Strecken der Prince Edward Island Railway |                              |
| Streckenlänge:                                | 452 km                       |
| Spurweite:                                    | 1067 / 1435 mm               |
| Minimaler Radius:                             | 111 m                        |
|                                               |                              |

Die Prince Edward Island Railway (PEIR) war eine Eisenbahngesellschaft auf der gleichnamigen Insel in Kanada. Sie betrieb ein 452 Kilometer langes Schmalspurnetz mit einer Spurweite von 1067 mm. Der Sitz der Gesellschaft war in Charlottetown (Prince Edward Island). Die Hauptstrecke verlief von Tignish im Westen bis Elmira im Osten und besaß Zweigstrecken zum Fähranleger von Borden-Carleton, zur Hauptstadt Charlottetown, nach Montague, Georgetown, Souris sowie nach Murray Harbour an der Südküste. Von 1917 bis 1930 wurde das Netz der PEIR auf Normalspur ausgebaut. Die Strecken der PEIR wurden bis 1989 stillgelegt und die Gleisanlagen anschließend entfernt.

## Geschichte

### Der Bau der Prince Edward Island Railway

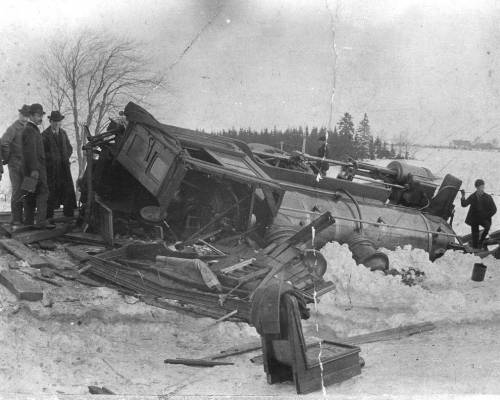
Eine Entgleisung im Jahr 1903.

Im Jahr 1871 beschloss die Regierung der damals noch britischen Kolonie Prince Edward Island den Bau einer Eisenbahn zur Verbesserung der Infrastruktur der Insel. Daraufhin wurde im gleichen Jahr die Prince Edward Island Railway (PEIR) gegründet. Der Bahnbau wurde unter der Aufsicht des Chefingenieurs John Edward Boyd ausgeführt. Die PEIR wurde als Schmalspurbahn mit einer Spurweite von 1067 mm erbaut und sollte von Tignish im Westen nach Elmira im Osten führen. Aufgrund mangelnder Planung verteuerte sich das Projekt drastisch. Die Regierung hatte es versäumt, die Länge und den Verlauf der Bahnstrecke festzulegen. Sie hatte sich auch bereit erklärt, feste Kosten pro Meile zu zahlen, ohne diese zu begrenzen. Daraus folgte, dass die Strecke durch die Auftragnehmer unnötig lang ausgebaut wurde. Dies führte zu einer Verschuldung von 3,25 Millionen US-Dollar und brachte die Inselregierung an den Rand des wirtschaftlichen Zusammenbruchs. Daraufhin wandte sich die Inselregierung an die Kanadische Konföderation mit dem Wunsch, dieser beizutreten. Im Rahmen der Verhandlungen erklärte sich Kanada dann bereit, die entstandenen Schulden zu übernehmen. Danach schloss sich Prince Edward Island am 1. Juli 1873 der Konföderation an.

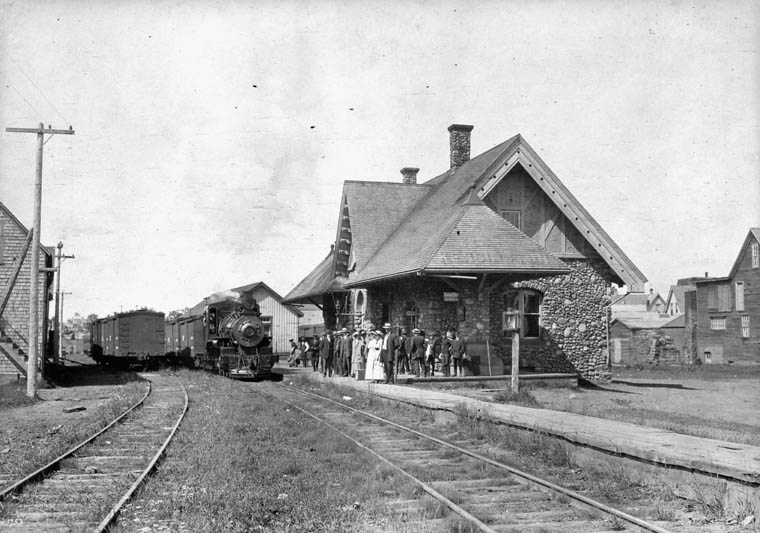
Ein Schmalspurzug im Bahnhof von Kensington im Jahr 1914.

### Canadian Government Railways
Ab 1874 ging die Prince Edward Island Railway in das Eigentum des kanadischen Staates über. Daraufhin wurden neue, stärkere Lokomotiven erworben und das Schienennetz ausgebaut. Im Jahr 1885 wurde die Strecke von Emerald Junction zum Hafen von Cape Traverse erbaut. Von dort verbanden Fähren die Insel mit Cape Tormentine (New Brunswick) auf dem Festland. Eine weitere Strecke wurde östlich von Charlottetown nach Murray Harbour erstellt, dazu gehörte auch der Bau der Hillsborough River Bridge. Dafür wurde eine ehemalige Brücke aus Newcastle (New Brunswick) genutzt. Gleichzeitig wurden auch die Zweigstrecken nach Vernon Bridge, Montague und Elmira fertiggestellt. In den Jahren 1915 bis 1918 firmierten die PEIR und die Intercolonial Railway gemeinsam als Canadian Government Railways, behielten aber ihre eigene Unternehmensidentität und ihr eigenes Management bei. Im Jahr 1917 erreichte die erste eisbrechende Fähre den Hafen von Borden-Carleton. Deshalb wurde eine Strecke von Cape Traverse mit Gleisen für Schmal- und Normalspur nach Borden erbaut, denn die Fähre konnte normalspurige Eisenbahnwaggons transportieren. Dies führte zu kuriosen Zügen mit Schmal- und Normalspurfahrzeugen. Dabei wurden die Normalspurwaggons rückwärts auf die Fähre geschoben und daraufhin nach Cape Tormentine übergesetzt.

### Canadian National Railways

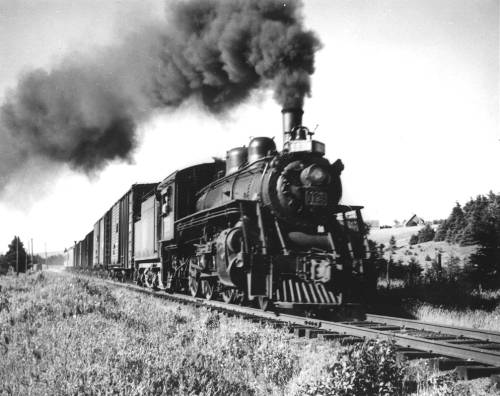
Eine Dampflok des Typs 2-6-2 Prairie bei Maple Hill, im Frühjahr 1949.

Im September 1918 übertrug man die Leitung der CGR und PEIR an die neue, verstaatlichte Canadian Northern Railway. Diese wurde wiederum bereits im Dezember 1918 von der durch die Bundesregierung gegründeten Canadian National Railways abgelöst. Kurz nach der Übernahme durch die CNR wurde beschlossen, alle Schmalspurgleise auf Prince Edward Island auf Normalspur auszubauen. Der Ausbau von Tignish nach Charlottetown wurde bis 1924 fertiggestellt und die östlichen Strecken bis 1926 umgebaut. Als letzter Streckenast wurde die Murray-Harbour-Linie im September 1930 fertiggestellt. Danach konnten auch schwerere Dampflokomotiven mit der Achsfolge 2-6-2 Prairie eingesetzt werden. Bis 1930 waren alle Umbauten abgeschlossen und die Fahrzeuge ausgetauscht. Dabei wurde auch die dritte Schiene entfernt.
Während des Zweiten Weltkriegs erlebte die PEIR einen Aufschwung mit hohem Frachtaufkommen. Im Jahr 1948 wurde der Bahnbetrieb auf Prince Edward Island, als erste Provinz Kanadas, vollständig auf Dieselbetrieb umgestellt. Danach wurden alle Dampflokomotiven veräußert. In den darauf folgenden Jahren ging der Verkehr dann aber deutlich zurück, da das Auto einen immer größeren Stellenwert einnahm. Daraufhin wurden 1968 der Personenverkehr und der Posttransport eingestellt. In den Folgejahren verringerte sich das Güteraufkommen auch weiter und so wurde der Bahnbetrieb 1989 komplett eingestellt. Anfang der 1990er Jahre wurden die Gleisanlagen und Fahrzeuge schließlich entfernt.
Besondere Bauwerke der Strecken waren die 25 Brücken, darunter die höchste Brücke über den Brudenell River und als längste die Morell River Drehbrücke. Ein Teil dieser Brücke konnte gedreht werden und ermöglichte so die Durchfahrt von höheren Schiffen. In den 1950er Jahren wurde die Brücke letztmalig verwendet. Bahntechnisch gab es in Montague eine Drehscheibe und in den Endpunkten Tignish, Murray Harbor und Elmira Gleisdreiecke zum Wenden der Lokomotiven. Ferner existierte bei Vernon Bridge auch eine Wendeschleife mit einem Durchmesser von 222 Metern, in der ganze Züge gewendet werden konnten. Teile der Bahnbauten sind heute noch zu sehen.

## Heute

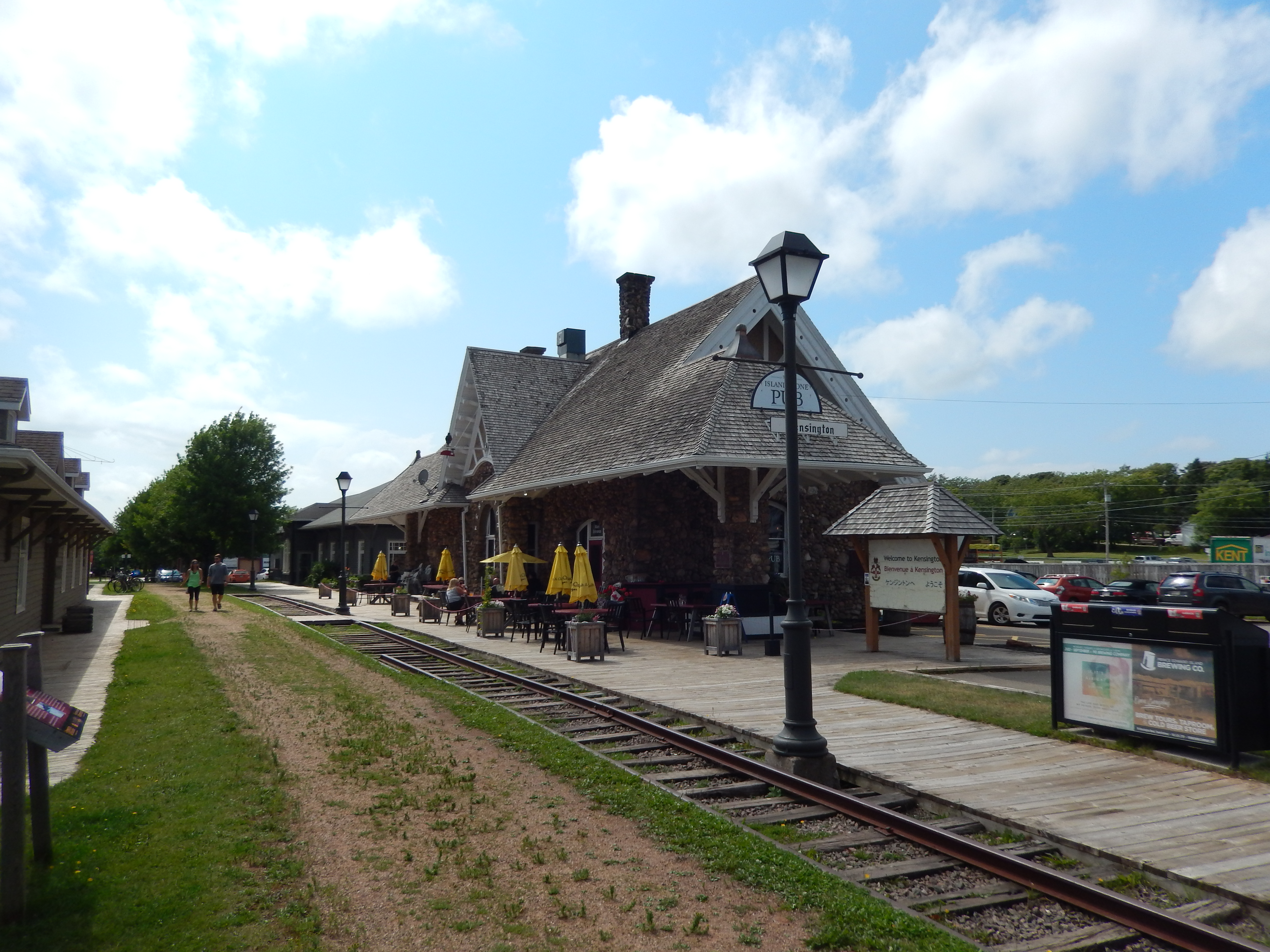
Der Bahnhof von Kensington, im Jahr 2017.

Bereits 1973 wurde das Eisenbahnmuseum in Elmira gegründet. Es befindet sich im restaurierten Bahnhof der Stadt und bietet eine Sammlung von Bildern und Gegenständen aus dem Bahnalltag. Auf dem Gelände befinden sich Gleisanlagen und ein Postwagen. Der restaurierte Bahnhof von Kensington wurde als National Historic Site of Canada benannt und kann, wie auch der Bahnhof von Alberton, besichtigt werden. In Kensington steht auch die letzte Diesellokomotive der PEIR. Einige weitere Bahnhöfe wurden für verschiedene Zwecke restauriert und befinden sich in Charlottetown, Montague, Summerside und O’Leary. In Wellington ist auch noch ein Caboose ausgestellt. Außerdem stehen zwei kleine Kesselwagen neben einem Wanderweg am Sherwood Industrial Park in Charlottetown.
Schließlich erwarb die Provinz Prince Edward Island 1994 das ehemalige Bahngelände von der Canadian National Railway. Im Laufe des nächsten Jahrzehnts wurde das Gleisbett im Rahmen des Programms „Rails to Trails“, unter dem Namen „Confederation Trail“ als Wanderweg umgestaltet. Der Bau der Prince Edward Island Railway wurde von der kanadischen Regierung 2018 zum National Historic Event erklärt.

## Fahrzeuge
| Lokomotiven                                                                                               |                             |                   |           |              | |
| Betriebs-Nr.                                                                                              | Hersteller                  | Achsfolge/Modell  | Baujahr   | Seriennummer | Bemerkung |
| Dampflokomotiven (Schmalspur 1067 mm)                                                                     |                             |                   |           |              | |
| 1 | Hunslet Engine Company      | 4-4-0T            | 1872      | 84           | Bereits 1873 verschrottet. |
| 2 | Hunslet Engine Company      | 4-4-0T            | 1872      | 85           | 1881 an die Harbour Grace Railway verkauft. |
| 3 | Hunslet Engine Company      | 4-4-0T            | 1872      | 86           | 1881 an die Harbour Grace Railway verkauft. |
| 4 | Hunslet Engine Company      | 4-4-0T            | 1872      | 87           | 1881 an die Harbour Grace Railway verkauft. |
| 5 | Hunslet Engine Company      | 4-4-0T            | 1872      | 88           | 1881 an die Harbour Grace Railway verkauft. |
| 6 | Hunslet Engine Company      | 4-4-0T            | 1872      | 89           | 1881 an die Harbour Grace Railway verkauft. |
| 7 | Hawthorn, Leslie & Company  | 4-4-0T            | 1872      | 225          | Bereits vor 1884 verschrottet. |
| 8 | Hawthorn, Leslie & Company  | 4-4-0T            | 1872      | 226          | Zwischen 1884 und 1889 verschrottet. |
| 9 | Hawthorn, Leslie & Company  | 4-4-0T            | 1872      | 227          | Nach 1904 verschrottet. |
| 10 | Hawthorn, Leslie & Company  | 4-4-0T            | 1872      | 228          | Zwischen 1885 und 1887 verschrottet. |
| 11 | Baldwin Locomotive Works    | 4-4-0 American    | 1874      | 3535         | Zwischen 1901 und 1904 verschrottet. |
| 12 | Baldwin Locomotive Works    | 4-4-0 American    | 1874      | 3536         | Nach 1904 verschrottet. |
| 13 | Baldwin Locomotive Works    | 4-4-0 American    | 1874      | 3537         | Nach 1904 verschrottet. |
| 14 | Baldwin Locomotive Works    | 4-4-0 American    | 1874      | 3538         | Nach 1904 verschrottet. |
| 15 | Canadian Locomotive Company | 4-4-0 American    | 1876      |              | Nach 1904 verschrottet. |
| 16 | Canadian Locomotive Company | 4-4-0 American    | 1876      |              | Nach 1904 verschrottet. |
| 17 | Canadian Locomotive Company | 4-4-0 American    | 1876      |              | Nach 1904 verschrottet. |
| 18 | Canadian Locomotive Company | 4-4-0 American    | 1876      |              | Nach 1904 verschrottet. |
| 19 | Canadian Locomotive Company | 0-4-4F            | 1880      |              | Zwischen 1899 und 1907 verschrottet. |
| 20 | Canadian Locomotive Company | 0-4-4F            | 1880      |              | Bereits vor 1899 verschrottet. |
| Nach der Verschrottung und dem Verkauf der ersten Lokomotiven wurden die Betriebsnummern erneut vergeben. |                             |                   |           |              | |
| 1 | Mason Machine Works         | 0-4-4F            | 1873      | 531          | 1880 von der New Brunswick Railway erworben und zwischen 1901 und 1904 verschrottet.                                                                               |
| 2 | Mason Machine Works         | 0-4-4F            | 1873      | 532          | 1880 von der New Brunswick Railway erworben und nach 1904 verschrottet.                                                                                            |
| 3 | Canadian Locomotive Company | 4-4-0 American    | 1882      | 227          | Im September 1920 verschrottet. |
| 4 | Canadian Locomotive Company | 4-4-0 American    | 1882      | 228          | Im September 1920 verschrottet. |
| 5 | Canadian Locomotive Company | 4-4-0 American    | 1882      | 229          | Im September 1920 verschrottet. |
| 6 | Canadian Locomotive Company | 4-4-0 American    | 1882      | 230          | Im September 1920 verschrottet. |
| 7 | Canadian Locomotive Company | 4-4-0 American    | 1884      | 294          | Durch die CNR in X-4-a Nr. 15 umbenannt und im Februar 1921 verschrottet.                                                                                          |
| 8 | Canadian Locomotive Company | 4-4-0 American    | 1899      | 470          | Durch die CNR in X-4-a Nr. 16 umbenannt und im Februar 1923 verschrottet.                                                                                          |
| 10 | Canadian Locomotive Company | 4-4-0 American    | 1887      | 326          | Durch die CNR in X-4-a Nr. 17 umbenannt und im Juli 1923 verschrottet.                                                                                             |
| 11 | Canadian Locomotive Company | 4-4-0 American    | 1904      | 617          | Durch die CNR in X-4-a Nr. 18 umbenannt und im Dezember 1924 verschrottet.                                                                                         |
| 19 | Canadian Locomotive Company | 4-4-0 American    | 1904      | 625          | Wurde in der Louisiana Purchase Exposition ausgestellt, 1907 durch die CNR in X-4-a Nr. 19 umbenannt und im November 1923 an die Lamoreux-Kelly Co. verkauft.      |
| 20 | Canadian Locomotive Company | 4-4-0 American    | 1899      | 471          | Durch die CNR in X-4-a Nr. 20 umbenannt und im November 1923 an Lamoreux-Kelly Co. verkauft.                                                                       |
| 21 | Canadian Locomotive Company | 4-4-0 American    | 1884      | 295          | Durch die CNR als X-4-a klassifiziert und im Februar 1921 verschrottet.                                                                                            |
| 22 | Canadian Locomotive Company | 4-4-0 American    | 1900      | 496          | Durch die CNR als X-4-a klassifiziert und im Februar 1923 verschrottet.                                                                                            |
| 23 | Canadian Locomotive Company | 4-4-0 American    | 1900      | 497          | Durch die CNR als X-4-a klassifiziert und im November 1923 an die Lamoreux-Kelly Co. verkauft.                                                                     |
| 24 | Canadian Locomotive Company | 4-4-0 American    | 1901      | 520          | Durch die CNR als X-4-a klassifiziert und im November 1923 an die Lamoreux-Kelly Co. verkauft.                                                                     |
| 25 | Canadian Locomotive Company | 4-4-0 American    | 1901      | 521          | Durch die CNR als X-4-a klassifiziert und im Juli 1923 verschrottet.                                                                                               |
| 26 | Canadian Locomotive Company | 4-4-0 American    | 1904      | 618          | Durch die CNR als X-4-a klassifiziert und im Dezember 1924 verschrottet.                                                                                           |
| 27 | Canadian Locomotive Company | 4-4-0 American    | 1904      | 619          | Durch die CNR als X-4-a klassifiziert und im November 1923 an die Lamoreux-Kelly Co. verkauft.                                                                     |
| 28 | Canadian Locomotive Company | 4-6-0 Ten-Wheeler | 1907      | 781          | Durch die CNR als X-5-a klassifiziert, mit der Nr. 28 versehen und im Mai 1927 verschrottet.                                                                       |
| 29 | Canadian Locomotive Company | 4-6-0 Ten-Wheeler | 1907      | 782          | Durch die CNR als X-5-a klassifiziert, mit der Nr. 28 versehen und im Mai 1927 verschrottet.                                                                       |
| 30 | Canadian Locomotive Company | 4-6-0 Ten-Wheeler | 1907      | 783          | Durch die CNR als X-5-a klassifiziert, mit der Nr. 28 versehen und im Mai 1927 verschrottet.                                                                       |
| 31 | Canadian Locomotive Company | 4-6-0 Ten-Wheeler | 1907      | 784          | Durch die CNR als X-5-a klassifiziert, mit der Nr. 28 versehen und im Mai 1927 verschrottet.                                                                       |
| 32 | Canadian Locomotive Company | 4-6-0 Ten-Wheeler | 1918      | 1521         | Durch die CNR als X-5-b klassifiziert und im Dezember 1932 verschrottet.                                                                                           |
| 33 | Canadian Locomotive Company | 4-6-0 Ten-Wheeler | 1918      | 1522         | Durch die CNR als X-5-b klassifiziert und im Dezember 1932 verschrottet.                                                                                           |
| 34 | Canadian Locomotive Company | 4-6-0 Ten-Wheeler | 1918      | 1523         | Durch die CNR als X-5-b klassifiziert. Sie zog am 27. September 1930 den letzten Schmalspurzug der PEIR und wurde im Dezember 1932 verschrottet.                   |
| 35 | Canadian Locomotive Company | 4-6-0 Ten-Wheeler | 1918      | 1524         | Durch die CNR als X-5-b klassifiziert und im Dezember 1932 verschrottet.                                                                                           |
| 36 | Davenport Locomotive Works  | 0-4-0T            | 1910      |              | 1918 von G. A. Morrison erworben, als X-1-a klassifiziert und im April 1930 an H. N. Price verkauft.                                                               |
| Diesellokomotiven (Normalspur 1435 mm)                                                                    |                             |                   |           |              | |
| 7751 | GE Transportation Systems   | 44 Ton            | 1947      | 28349        | 1948 die erste Diesellokomotive, im Februar 1966 an die Greater Winnipeg Water District Railway verkauft und 1994 an die Port Stanley Terminal Railroad übergeben. |
| 7752 | GE Transportation Systems   | 44 Ton            | 1947      |              | 1965 an Bowater Mersey Paper verkauft, ging 1991 an das Musqudoboit Harbour Railway Museum.                                                                        |
| 7800–7817                                                                                                 | GE Transportation Systems   | 70 Ton            | 1950      |              | 1954 in 1526–1543 und 1956 in 26–43 umnummeriert, waren z. T. bis in die 1970er Jahre im Einsatz und danach an die Thurso and Nation Valley Railway verkauft.      |
| 1615–1617                                                                                                 | Canadian Locomotive Company | H12–44            | 1951      |              | Zwischen 1967 und 1968 ausgemustert. |
| 1700–1734                                                                                                 | Montreal Locomotive Works   | RSC-13            | 1955–1957 |              | Mitte der 1970er Jahre verschrottet, die Drehgestelle wurden für die Lokomotiven des Typs RSC-14 weiterverwendet.                                                  |
| 1750–1787                                                                                                 | Montreal Locomotive Works   | RSC-14            | 1956–1968 |              | Wurden 1975 und 1976 in Lokomotiven des Typs MR-14b und MR-14c umgebaut.                                                                                           |
| [ 5 ] [ 6 ]                                                                                               |                             |                   |           |              | |